# Mari Hole
Mari Aase Hole (Berna, 3 agosto 1990) è una pallavolista norvegese.
Gioca nel ruolo di schiacciatrice nel Béziers Volley.

## Carriera
La carriera di Mari Hole inizia nella stagione 2006-07 quando esordisce con il Koll Volleyball nel massimo campionato norvegese: al club resta legata per tre annate vincendo tre scudetti consecutivi. Si trasferisce quindi negli Stati Uniti, dove veste dal 2009 al 2010 la maglia della University of California, Los Angeles e poi dal 2011 al 2012 quella della Ohio State University; ottiene le prime convocazioni nella nazionale norvegese a partire dal 2009.
Nella stagione 2013-14 viene ingaggiata dall'Istres Ouest Provence Volley-Ball, nella Ligue A francese, divisione dove resta anche per la stagione successiva vestendo però la maglia del Béziers Volley. Nel dicembre 2015 viene ingaggiata a stagione in corso dal Männerturnverein Stuttgart 1843, club militante nella 1. Bundesliga tedesca col quale disputa il resto del campionato 2015-16.
Per il campionato 2016-17 ritorna in patria, accasandosi al Randaberg Volleyball, con cui vince lo scudetto, mentre nella stagione successiva è nuovamente al club di Béziers, sempre in Ligue A, con cui vince lo scudetto 2017-18.

## Palmarès

### Club
- Campionato norvegese: 4

2006-07, 2007-08, 2008-09, 2016-17
- Campionato francese: 1

2017-18

### Premi individuali
- 2012 - All-America Third Team
- 2014 - Ligue A: Giocatrice rivelazione